# Thomas Desvaux
Thomas Desvaux, né le 29 novembre 1970, est un coureur cycliste mauricien.

## Palmarès
- 2001
  -  Champion de Maurice sur route
- 2002
  -  Champion de Maurice sur route
- 2005
  -  Médaillé d'argent du championnat d'Afrique sur route
- 2007
  -  Champion de Maurice sur route
- 2009
  -  Champion de Maurice sur route
  - 2e du championnat de Maurice du contre-la-montre
- 2011
  -  Champion de Maurice sur route
- 2021
  - 3e du championnat de Maurice sur route